# أوبثكية بهية
أوبثكية بهية (الاسم العلمي: Eupithecia bella) هي نوع من الحشرات تتبع جنس الأوبثكية من الفصيلة الأرفية.